# Wyzwolenie KL Warschau
Wyzwolenie KL Warschau lub Wyzwolenie „Gęsiówki” – uwieńczony powodzeniem szturm na niemiecki nazistowski obóz koncentracyjny KL Warschau (popularnie zwany „Gęsiówką”) przeprowadzony przez harcerski batalion Armii Krajowej „Zośka” 5 sierpnia 1944 roku, w piątym dniu powstania warszawskiego.
Celem polskiego ataku było uwolnienie więźniów oraz wywalczenie połączenia między Wolą a Starym Miastem. Silną niemiecką obronę udało się przełamać dzięki wykorzystaniu zdobycznego czołgu Panzerkampfwagen V Panther. Za cenę niewielkich strat własnych żołnierze AK zdobyli „Gęsiówkę” i wyzwolili 348 Żydów, z których większość dołączyła do powstania.

## Geneza

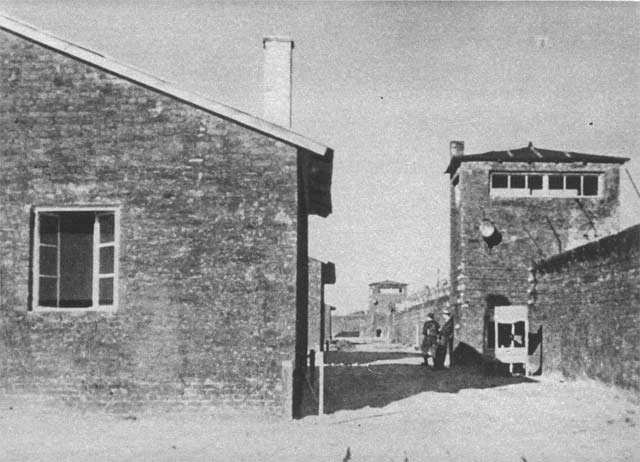
Baraki i wieże strażnicze KL Warschau

Obóz koncentracyjny w Warszawie (niem. Konzentrationslager Warschau – KL Warschau) został utworzony w lipcu 1943 roku na terenie byłego getta warszawskiego. Zajmował obszar w kształcie prostokąta, którego granice wyznaczały: od wschodu – ul. Zamenhofa, od południa – ul. Gęsia, od zachodu – ul. Okopowa, od północy – ulice Gliniana, Ostrowska i Wołyńska. Na potrzeby obozu zaadaptowano zabudowania przedwojennego Wojskowego Więzienia Śledczego przy ul. Gęsiej. Było ono zwyczajowo nazywane „Gęsiówką”, stąd ludność Warszawy zaczęła określać tym mianem także obóz KL Warschau.
Przez obóz przeszło co najmniej 7250 więźniów. Niemal wszyscy, wyłączając 300 niemieckich kryminalistów przysłanych, by pełnili rolę więźniów funkcyjnych, byli Żydami pochodzącymi z różnych państw Europy. Więźniów zmuszano do pracy przy rozbiórce ruin getta oraz przy pozyskiwaniu i segregowaniu wszelkiego wartościowego mienia znajdującego się jeszcze na jego terenie. Obóz oraz przylegające do niego ruiny były także wykorzystywane przez Niemców jako miejsce egzekucji. Masowo rozstrzeliwano tam polskich więźniów politycznych, ofiary łapanek oraz Żydów ujętych „po aryjskiej stronie”. Liczba ofiar KL Warschau jest szacowana na około 20 tys.
Latem 1944 roku, w związku ze zbliżaniem się Armii Czerwonej, Niemcy przystąpili do ewakuacji warszawskich więzień i obozów. 27 lipca dowódca straży KL Warschau, SS-Unterscharführer Heinz Villain, polecił wszystkim więźniom, którzy nie czuli się na siłach sprostać trudom pieszego marszu, aby zgłosili się do obozowego lazaretu. Esesmani rzekomo mieli bowiem zapewnić chorym i wyczerpanym Żydom transport wozami konnymi. W rzeczywistości wszyscy, którzy zgłosili się jako niezdolni do marszu, zostali rozstrzelani. Razem z nimi wymordowano pacjentów izby chorych. Łącznie zginęło wtedy około 400 więźniów. Następnego dnia blisko 4 tys. Żydów pognano pieszo w kierunku Kutna. W trakcie trwającego trzy dni marszu nie otrzymywali wody i pożywienia, a obozowa straż mordowała wszystkich, którzy nie mieli siły iść dalej lub zbyt wolno reagowali na polecenia. Tych, którzy przeżyli ten „marsz śmierci”, załadowano do wagonów towarowych i wywieziono do KL Dachau. Łącznie w trakcie ewakuacji mogło zginąć nawet 2 tys. więźniów warszawskiego obozu koncentracyjnego.
W KL Warschau pozostało około 400 więźniów, których Niemcy zamierzali wykorzystać do przeprowadzenia ostatnich prac porządkowych. W skład tej grupy wchodzili nie tylko dotychczasowi więźniowie obozu, lecz także od 38 do 100 polskich Żydów (wśród nich kobiety), których 28 lipca przyprowadzono z pobliskiego więzienia Pawiak.

## Pierwsze dni powstania
1 sierpnia 1944 roku Armia Krajowa rozpoczęła powstanie przeciw Niemcom w Warszawie. Zadanie zdobycia Pawiaka i obozu przy ul. Gęsiej otrzymał Batalion im. Walerego Łukasińskiego, lecz atak przeprowadzony przez jego żołnierzy w godzinie „W” zakończył się niepowodzeniem.
Jednocześnie walki ogarnęły przylegającą do zachodniej granicy obozu ulicę Okopową. Operowało tam Zgrupowanie „Radosław” – elitarny związek Armii Krajowej, w którego skład wchodziły m.in. oddziały Kedywu Komendy Głównej AK. W godzinie „W” należący do zgrupowania harcerski batalion „Zośka” zdołał bez większych strat zdobyć umocnione koszary w szkole na rogu ul. Okopowej 55A i ul. św. Kingi, a także obsadził pobliski cmentarz żydowski i garbarnię Pfeiffera przy ul. Okopowej 58/72. W tym samym czasie oddział Kedywu Okręgu Warszawskiego AK (tzw. „Kolegium A”), dowodzony przez por. Stanisława Sosabowskiego ps. „Stasinek”, zdobył wielkie magazyny Waffen-SS na Stawkach oraz szkołę przy ul. Niskiej. Żołnierze „Stasinka” wyzwolili wtedy około 50 Żydów, których tego dnia przysłano z KL Warschau do pracy przy załadunku towarów. Niemal wszyscy uwolnieni zgłosili natychmiast chęć przyłączenia się do powstania.
Wieczorem 1 sierpnia żołnierze plutonu „Alek” batalionu „Zośka” przeprowadzili rekonesans na przedpolu KL Warschau. Odkryli wtedy, że niemiecka załoga opuściła baraki i wieżyczki strażnicze przy ul. Okopowej, wycofując się w głąb obozu. Polscy żołnierze wykorzystali ten fakt i obsadzili narożną wieżyczkę oraz gruzy getta między ulicami Gęsią a Pawią. Ponadto jeszcze tej samej nocy podpalili obozowe baraki przy ul. Okopowej, aby oświetlić przedpole polskich pozycji.

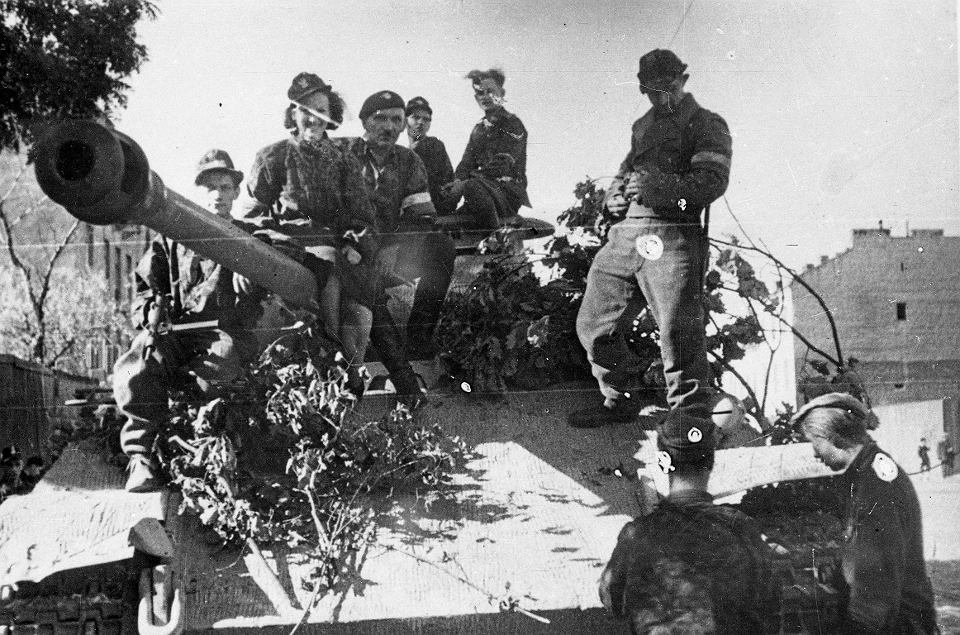
Zdobyczna „Pantera” należąca do plutonu pancernego „Wacek”

Rankiem 2 sierpnia żołnierze Zgrupowania „Radosław” zdobyli dwa niemieckie czołgi typu Panzerkampfwagen V Panther, które zapuściły się w ul. Okopową. Sukces ten – w połączeniu ze zdobyciem przez żołnierzy batalionu „Parasol” niemieckiej ciężarówki z amunicją czołgową – umożliwił sformowanie powstańczego plutonu pancernego pod dowództwem por. Wacława Micuty ps. „Wacek”. Nowo utworzony pododdział został włączony do batalionu „Zośka”.
3 sierpnia patrole batalionu „Zośka” kilkukrotnie zapuściły się w głąb „Gęsiówki”. Podczas wypadu w rejon zabudowań obozowych przy ul. Glinianej doszło do potyczki, w której poległ Tadeusz Tyczyński ps. „Pudel”. Na jego cześć jeden ze zdobytych czołgów nazwano „Pudlem”. Tego samego wieczora w pobliżu ul. Gęsiej został śmiertelnie ranny inny żołnierz „Zośki”, Andrzej Długoszowski ps. „Długi”.
Polskie dowództwo zdawało sobie sprawę z faktu, iż istnienie silnych niemieckich placówek na terenie byłego getta grozi odcięciem Zgrupowania „Radosław” w przypadku załamania się polskiej obrony na Woli. Późnym popołudniem 4 sierpnia bataliony „Miotła” i „Zośka” wsparte przez pluton pancerny „Wacka” przypuściły atak na niemieckie punkty oporu w rejonie ul. Żelaznej (dom nr 103, Zakład Sióstr Miłosierdzia, szkoła przy ul. Żelaznej róg Leszno). Natarcie prowadzone pod ogólnym dowództwem mjr. Wacława Janaszka ps. „Bolek” zakończyło się jednak niepowodzeniem, przede wszystkim na skutek braku współdziałania ze strony polskich jednostek operujących w rejonie ul. Leszno. Ruszyły one bowiem do ataku dopiero wieczorem, już po załamaniu się natarcia Zgrupowania „Radosław”.

## Wyzwolenie obozu

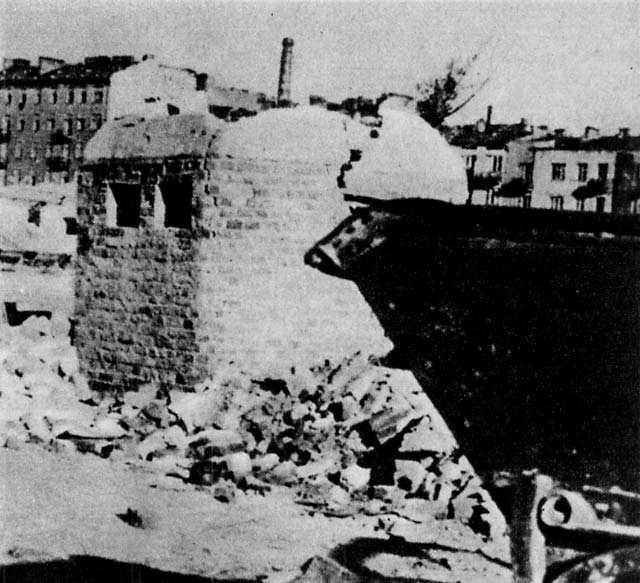
Bunkier rozbity strzałami powstańczego czołgu

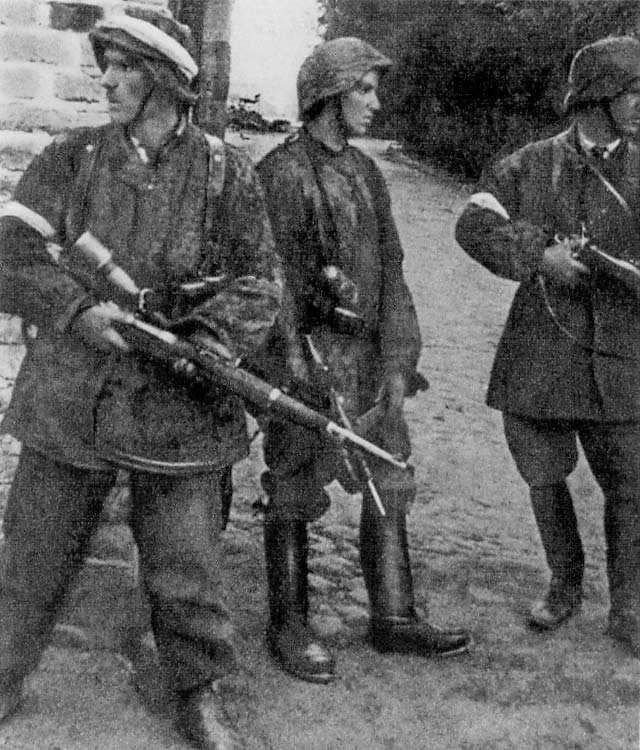
Żołnierze plutonu „Alek” w zdobytym obozie

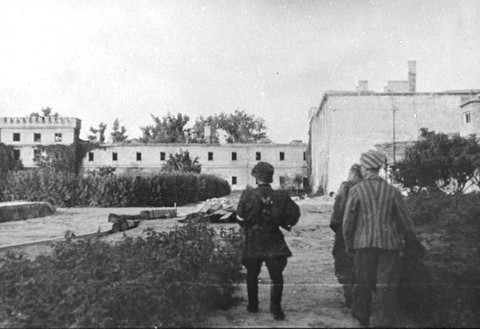
Juliusz Bogdan Deczkowski oprowadzany po obozie przez uwolnionych więźniów

Od pewnego czasu oficerowie Zgrupowania „Radosław” rozważali przeprowadzenie frontalnego natarcia na obóz przy ul. Gęsiej. Dowódca batalionu „Zośka” por. Ryszard Białous ps. „Jerzy” wspominał, że 1 sierpnia w ręce powstańców wpadł „komendant polityczny Gęsiówki”, który zeznał, że w obozie wciąż przebywają żydowscy więźniowie. Było oczywiste, iż w każdej chwili mogą oni zostać wymordowani przez Niemców. Wacław Micuta ps. „Wacek” utrzymywał, że właśnie z tego powodu kilku oficerów – dowódca Brygady „Broda 53” kpt. Jan Kajus Andrzejewski ps. „Jan”, por. „Jerzy” oraz sam „Wacek” – udało się do dowódcy zgrupowania z prośbą o wydanie rozkazu zaatakowania obozu. Pułkownik „Radosław” miał niechętnie wyrazić zgodę, zastrzegając, że oddziały szturmowe muszą być nieliczne i złożone wyłącznie z ochotników.
Autorzy opracowań poświęconych powstaniu warszawskiemu zazwyczaj kładli nacisk na militarne aspekty ataku na „Gęsiówkę”, wskazując, że zdobycie obozu pozwalało otworzyć naziemne połączenie między Wolą a Starym Miastem przez ruiny getta. Ze wspomnień „Jerzego” wynika natomiast, że celem powstańców było zarówno uwolnienie więźniów, jak i wywalczenie połączenia ze Starówką. Z kolei według „Wacka” decyzja o ataku była motywowana wyłącznie względami humanitarnymi. Ku tej interpretacji skłaniają się także niektórzy polscy historycy i publicyści, m.in. Tomasz Szarota i Edward Kossoy. Zdaniem Barbary Engelking i Dariusza Libionki „sprawa motywów ataku na Gęsiówkę nie jest definitywnie rozstrzygnięta”.
Odprawa przed walką odbyła się 5 sierpnia w godzinach porannych. Kapitan „Jan” poinformował wtedy, iż natarciem będzie dowodził por. „Jerzy”. Przed rozpoczęciem walki „Jerzy” wraz z „Janem” i Eugeniuszem Stasieckim ps. „Piotr Pomian” rozpoznali teren przyszłej walki.
Zadanie stojące przed batalionem „Zośka” było bardzo trudne. Załoga obozu liczyła około 90 esesmanów. Byli oni dobrze uzbrojeni i posiadali dobre oparcie w postaci bunkrów i wież strażniczych. Te ostatnie zapewniały im w dodatku rozległe pole ostrzału. Jako że w tych okolicznościach atak piechoty nie miał szans powodzenia, kluczem do sukcesu było zdaniem „Jerzego” wykorzystanie zdobycznej broni pancernej. Opracowany przezeń szczegółowy plan ataku przedstawiał się następująco:
- w szpicy miał się znajdować czołg „Pudel”/„Magda”, w ślad za którym podążać miała część kompanii „Giewont”. Natarcie miało postępować wzdłuż ul. Gęsiej. Na tym odcinku dowodzić miał „Jerzy”, któremu towarzyszył „Piotr Pomian”.
- pluton „Felek” dowodzony przez pchor. Konrada Okolskiego ps. „Kuba” miał nacierać wzdłuż ul. Glinianej, tworząc tym samym lewe skrzydło polskiego natarcia.
- druga część kompanii „Giewont” miała stanowić wysunięte prawe skrzydło polskiego natarcia. Jej natarciem miał kierować dowódca kompanii, por. Władysław Cieplak ps. „Giewont”.
- pluton „Alek” miał zająć stanowiska przy ul. Okopowej i związać ogniem niemieckie wieże strażnicze.

Polskie natarcie rozpoczęło się o godzinie 10:00 rano, a według innych źródeł – przed godziną 11:00. W budynku obozowej komendantury znaleziono później zastawiony stół z wazą zupy i butelkami alkoholu, co świadczyło o tym, że Polacy zaskoczyli załogę w czasie posiłku. Początkowo Niemcy wzięli powstańczy czołg za własną maszynę i – jak relacjonowali uwolnieni więźniowie – zareagowali z entuzjazmem na jego widok. Dopiero gdy „Pudel” sforsował barykadę na ul. Gęsiej, zorientowali się w sytuacji i otworzyli gwałtowny, acz nieskuteczny ogień z broni maszynowej. W odpowiedzi powstańczy czołg strzałami swej 7,5 cm armaty zaczął metodycznie rozbijać niemieckie bunkry i wieże strażnicze. Następnie zdruzgotał żelazną bramę, a w ślad za nim do obozu wdarli się żołnierze „Zośki”. Po utracie umocnień Niemcy usiłowali zorganizować obronę w oparciu o budynek komendantury („biały domek”), został on jednak zdobyty bezpośrednim szturmem. Esesmani zaczęli grupkami uciekać w głąb ruin getta, dostając się przy tym pod ostrzał drużyny z kompanii „Maciek”, która zajmowała stanowiska w szkole przy ul. Stawki. Większość Niemców zdołała uciec pod osłonę murów Pawiaka.
Polskie straty okazały się stosunkowo niewielkie. W walce poległ Juliusz Reyzz-Rubini ps. „Piotr”, a ciężko ranna Zofia Krassowska ps. „Zosia Duża” zmarła następnego dnia w Szpitalu Wolskim. Ranny został ponadto Jerzy Zastawny ps. „Pręgus”.
W Dzienniku bojowym Zgrupowania „Radosław” znajduje się informacja, że w czasie ataku zabito ośmiu esesmanów. W ręce żołnierzy AK wpadła znaczna ilość broni i amunicji. W zdobytym obozie zorganizowano powstańczą kuchnię polową. Zdobycie KL Warschau zamknęło okres polskiej inicjatywy w powstaniu warszawskim. Umożliwiło Zgrupowaniu „Radosław” nawiązanie bezpośredniego połączenia ze Starym Miastem poprzez ruiny getta i – wedle słów Jerzego Kirchmayera – „miało duże znaczenie dla ogólnego położenia powstańców na Woli”.
Z powstańczych raportów wynika, że w zdobytym obozie uwolniono 348 Żydów, w tym 24 kobiety. Tylko 89 więźniów było obywatelami polskimi, pozostali pochodzili z różnych krajów Europy (Węgier, Grecji, Francji, Holandii, Czechosłowacji, Litwy). Kapitan „Jerzy” opisywał moment wyzwolenia więźniów w następującymi słowami:

Teraz drzwi baraków rozwarły się pod naporem i zaroiło się od pasiastych postaci. Biegną z niebywałym krzykiem i wymachiwaniem rąk, odgradzając nas tym samym, jakby żywym murem, od uciekających Niemców […] Przez moment poczułem, jak gardło moje ściska skurcz radości, że zdążyliśmy na czas, bo obawialiśmy się, że Niemcy zlikwidują więźniów przed naszym przybyciem.

Anna Borkiewicz-Celińska w swej monografii batalionu „Zośka” opisuje natomiast inną scenę:

Uwolnieni Żydzi zachowali się wzruszająco. Gdy por. „Wacek”, zmęczony i poobijany wskutek skoków czołgu, poszedł na samotny spacer po bitwie, zastał na rozległym placu dwuszereg więźniów. Jeden z więźniów postawił oddział na baczność i zameldował por. „Wackowi”: „Panie Poruczniku, podchorąży Henryk Lederman z – tu wymienił nazwę pułku piechoty – melduje batalion żydowski gotowy do boju”.

W większości polskich relacji opisywane jest obopólne wzruszenie i radość z ocalenia więźniów. Na taką atmosferę wskazują również zachowane fotografie z wyzwolonego obozu. Relacje ocalałych Żydów, ale też przynajmniej jedna nieopublikowana relacja polska, zawierają z kolei bardziej złożony obraz, w którym obok scen radości pojawiają się także wzmianki o towarzyszących wyzwoleniu antysemickich incydentach.

## Losy uwolnionych Żydów

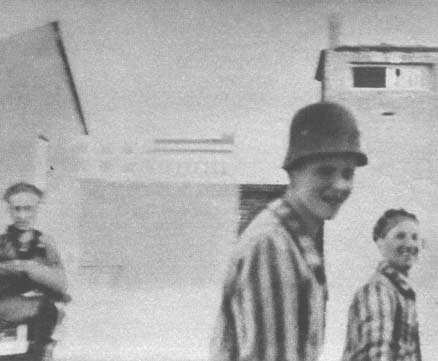
Uwolnieni Żydzi

O zdobyciu obozu i wyzwoleniu żydowskich więźniów informowała powstańcza prasa. Biuro Informacji i Propagandy Komendy Głównej AK zamierzało wysłać do Londynu depeszę w tej sprawie. Ostatecznie nie została ona jednak nadana, jak przypuszczał Antoni Przygoński z powodu niezaakceptowania jej treści przez gen. Tadeusza Bór-Komorowskiego.
Najwyższe dowództwo AK fakt pojawienia się na terenach powstańczych znacznej liczby Żydów-obcokrajowców przyjęło początkowo z pewnym niepokojem. 4 sierpnia, a więc na dzień przed wyzwoleniem KL Warschau, szef sztabu KG AK gen. Tadeusz Pełczyński ps. „Grzegorz” polecił dowódcy Okręgu Warszawskiego AK, gen. Antoniemu Chruścielowi ps. „Monter”, zorganizowanie obozu dla internowanych, do którego mieliby trafiać uwolnieni Żydzi oraz „inne niepożądane elementy”. Nakazał jednocześnie wydanie oddziałom powstańczym odpowiednich wskazówek, „które wykluczałyby ewentualne ekscesy w stosunku do Żydów”. Ostatecznie zamiar internowania Żydów nie został jednak zrealizowany.
Byli więźniowie KL Warschau gremialnie zgłaszali chęć dołączenia do powstania. Było to spowodowane zarówno chęcią zemsty na Niemcach, jak i – co podkreślała Teresa Prekerowa – faktem, iż nie mieli dokąd się udać. Dla Żydów-obcokrajowców, pozbawionych środków do życia, nieznających języka i miejscowych realiów, przystąpienie do powstania oznaczało w praktyce zwiększenie szans na przetrwanie w oblężonym mieście. Ze względu na trapiący powstańców dotkliwy brak broni większość uwolnionych więźniów trafiła do formacji pomocniczych. Prawdopodobnie brak wystarczającej ilości broni i amunicji był powodem, dla którego upadł pomysł zorganizowania w ramach batalionu „Zośka” osobnego pododdziału żydowskiego.
Ostatecznie około pięćdziesięciu byłych więźniów KL Warschau znalazło się w szeregach batalionu „Zośka”. Niektórzy z tej grupy, w tym wspomniany Henryk Lederman ps. „Heniek”, zostali przydzieleni do plutonu pancernego, gdzie bardzo przydatne okazały się ich umiejętności techniczne. Lederman i Dawid Goldman ps. „Gutek” – podobnie jak przydzielony do batalionu „Parasol” Henryk Poznański ps. „Bystry” – wielokrotnie pełnili także funkcję przewodników kanałowych. Kilkunastu Żydów oddelegowano do kwatermistrzostwa brygady „Broda 53”, a kolejnych czterdziestu czterech do kwatermistrzostwa batalionu „Wigry”. Spośród 150 byłych więźniów sformowano także Międzynarodową Brygadę Żydowską Służby Pomocniczej Armii Ludowej, która zajmowała się przede wszystkim budową barykad. Dwudziestu kilku więźniów utworzyło ponadto brygadę ratunkową, której zadaniem było gaszenie pożarów i ratowanie ludzi zasypanych w ruinach. Inni Żydzi dołączali małymi grupkami do różnych oddziałów powstańczych. Niewykluczone, że pewna ich liczba trafiła nawet do staromiejskich oddziałów Narodowych Sił Zbrojnych.
Więźniowie KL Warschau służący w szeregach powstańczych zostali zapamiętani przez polskich towarzyszy broni jako bojownicy walczący z poświęceniem, a wręcz pogardą śmierci. Niemal wszyscy zginęli w czasie powstania. Ci, którzy ponownie wpadli w ręce Niemców, byli mordowani. Niewielkie szanse ocalenia mieli zwłaszcza Żydzi zagraniczni, których zdradzała nieznajomość języka polskiego i brak dokumentów. Około 50 Żydów-obcokrajowców zginęło w czasie rzezi Woli; zostali rozstrzelani 6 sierpnia na terenie składu maszyn rolniczych fabryki Kirchmajera i Marczewskiego przy ul. Wolskiej 79/81. Kolejnych kilkudziesięciu zostało rozstrzelanych 2 września przy pl. Krasińskich, po upadku Starego Miasta. Paul Förro ps. „Paweł” i Sołtan Safijew ps. „dr Turek” zostali zamordowani przez Niemców na Powiślu Czerniakowskim (22 września).
Spośród uwolnionych więźniów KL Warschau wojnę przeżyli m.in.: Chaim Goldstein, Zofia Samsztejn, Bronisław Anlen, Dawid Fogelman, Leon Kopelman, Ryszard Sutka, Abram Zylberstein, Stanisław Siemiński, pochodzący z Grecji Jacques Otidett, pochodzący z Francji N.N. Carl, pochodzący z Węgier Ernö Hermanovics.

## Upamiętnienie

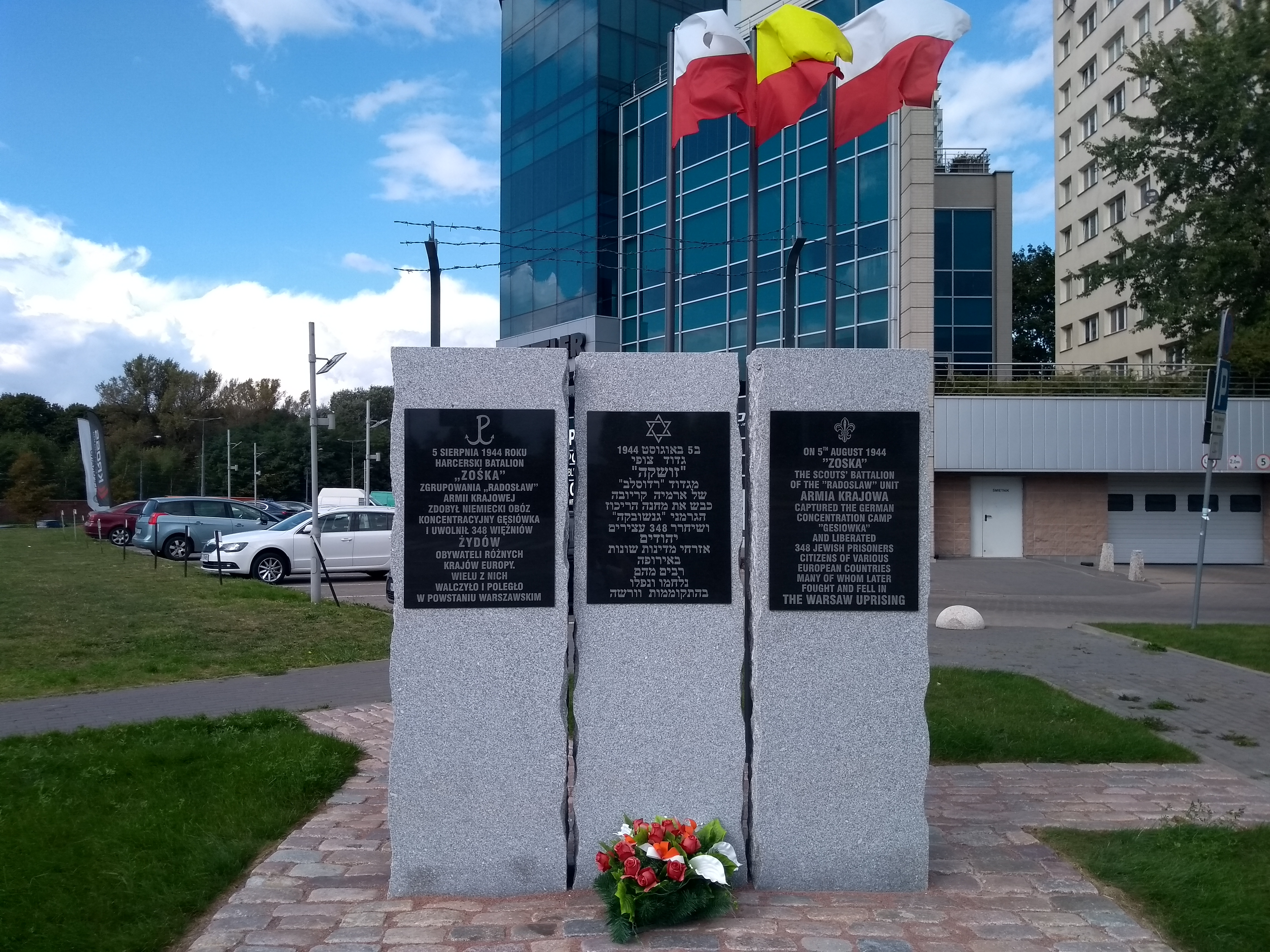
Tablice przy ul. Mordechaja Anielewicza róg Okopowej, upamiętniające wyzwolenie obozu

W 1994 roku na ścianie budynku przy ul. Mordechaja Anielewicza 34 odsłonięto tablice upamiętniające wyzwolenie KL Warschau. Widnieje na nich napis w językach polskim, hebrajskim i angielskim:

5 sierpnia 1944 roku harcerski batalion „Zośka” Zgrupowania „Radosław” Armii Krajowej zdobył niemiecki obóz koncentracyjny „Gęsiówka” i uwolnił 348 więźniów Żydów obywateli różnych krajów Europy. Wielu z nich walczyło i poległo w powstaniu warszawskim

W 2018 roku w celu „poprawy warunków ekspozycji oraz czytelności przekazu historycznego” tablice przeniesiono na róg ulic Anielewicza i Okopowej, gdzie zostały zainstalowane na trzech kamiennych prostopadłościanach .
8 maja 2003 roku podczas specjalnej uroczystości zorganizowanej na Uniwersytecie Warszawskim batalion „Zośka” został uhonorowany przez instytut Jad Waszem. W uroczystości udział wzięli żyjący jeszcze uczestnicy ataku na „Gęsiówkę”.